# 베이징 지하철 4호선
베이징 지하철 4호선(중국어: 北京地铁4号线)은 2009년 9월 28일에 완공되었다. 펑타이 구(丰台区)의 남사환로(南四环路)에 있는 〈궁이시차오 역〉(公益西桥站)을 기점으로 하여 시청 구 등을 지나며, 약 29km에 걸쳐 24개의 역사를 포함한 공사로 하이뎬 구의 〈안허베이차오 역〉(安河桥北站)을 종점으로 한다. 출발지에서 종점까지 소요 시간은 약 47분 정도이다.

## 운영
베이징 지하철 4호선은 대규모 민자 합작에 의한 사업으로 〈홍콩철도 유한공사〉(香港鐵路有限公司, MTR Corporation Ltd., 〈베이징시 지후시설투자유한공사〉(BIIC), 그리고 〈베이징수도창업집단 유한공사〉(BCG)가 투자를 하여 합자공사를 만들고 2039년까지 철도의 30년 운영권을 주는 방식으로 만들어졌다.

## 특징
- 노선거리(영업구간): 29 km
- 표준궤: 1,435mm
- 역수: 24개 역
- 복선구간: 전 노선
- 전기구간: 전 노선(직류 750V, 제3궤조 방식)
- 지상구간: 안허차오베이 역(4호선 중 유일한 지상역)
- 주행방향: 우측통행

## 연혁
- 2009년 6월 20일 시운행
- 2009년 9월 28일 개통

## 4호선역
| 역이름             | 중국어         | 영어표기                       | 영업거리 | 환승             | 비고 |
| ------------------ | -------------- | ------------------------------ | -------- | ---------------- | ---- |
| 안허차오베이역     | 安河桥北站     | Anheqiao North                 |          |                  |      |
| 베이궁먼역         | 北宫门站       | Beigongmen                     |          |                  |      |
| 시위안역           | 西苑站         | Xiyuan                         |          |                  |      |
| 위안밍위안역       | 圆明园站       | Yuanmingyuan                   |          |                  |      |
| 베이징 대학 동문역 | 北京大学东门站 | East Gate of Peking University |          |                  |      |
| 중관춘역           | 中关村站       | Zhongguancun                   |          |                  |      |
| 하이뎬황좡역       | 海淀黄庄站     | Haidian Huangzhuang            |          | ■10호선          |      |
| 인민대학역         | 人民大学站     | Renmin University              |          |                  |      |
| 웨이궁춘역         | 魏公村站       | Weigongcun                     |          |                  |      |
| 국가도서관역       | 国家图书馆站   | National Library of China      |          | ■9호선           |      |
| 동물원역           | 动物园站       | Beijing Zoo                    |          |                  |      |
| 시즈먼역           | 西直门站       | Xizhimen                       |          | ■2호선 ■13호선   |      |
| 신제커우역         | 新街口站       | Xinjiekou                      |          |                  |      |
| 핑안리역           | 平安里站       | Ping'anli                      |          | ■6호선           |      |
| 시쓰역             | 西四站         | Xisi                           |          |                  |      |
| 링징후퉁역         | 灵境胡同站     | Lingjing Hutong                |          |                  |      |
| 시단역             | 西单站         | Xidan                          |          | ■1호선           |      |
| 쉬안우먼역         | 宣武门站       | Xuanwumen                      |          | ■2호선           |      |
| 차이스커우역       | 菜市口站       | Caishikou                      |          | ■7호선           |      |
| 타오란팅역         | 陶然亭站       | Taoranting                     |          |                  |      |
| 베이징 남역        | 北京南站       | Beijing South Railway Station  |          | 중국국철 ■14호선 |      |
| 마자푸역           | 马家堡站       | Majiapu                        |          |                  |      |
| 자오먼 서역        | 角门西站       | Jiaomen West                   |          | ■10호선          |      |
| 궁이시차오역       | 公益西桥站     | Gongyixiqiao                   |          | ■다싱 선         |      |

## 차량
6량이 편성된다.
- SFM05형

## 같이 보기
- 베이징 지하철